# Teal'c
 (février 2013).
Si vous disposez d'ouvrages ou d'articles de référence ou si vous connaissez des sites web de qualité traitant du thème abordé ici, merci de compléter l'article en donnant les références utiles à sa vérifiabilité et en les liant à la section « Notes et références ».
Teal'c est un personnage fictif de l’univers de la série télévisée Stargate SG-1, interprété par l’acteur Christopher Judge. Il apparaît également dans quelques épisodes de la série Stargate Atlantis.

## Biographie
(mai 2025).
Teal'c est un Jaffa, une espèce proche des humains, dont le rôle est de servir d'incubateurs et d'armée aux Goa'ulds. Après le meurtre de son père et de son bannissement sur Chulak par Cronos, Teal'c devient l'élève de Bra'tac, un des Jaffas les plus célèbres de tous les temps. Il était autrefois primat (chef de la garde) d'Apophis, un Grand Maître goa'uld. Il trahit son maître et dieu dans l'espoir de pouvoir un jour libérer son peuple des Goa'ulds tout en sauvant la vie de SG-1 et de civils.
Il fait partie de SG-1, sous le commandement du colonel Jack O'Neill, puis pendant la saison 8 du lieutenant-colonel Samantha Carter, et enfin de Cameron Mitchell à partir de la saison 9. Après avoir pendant longtemps été l'incubateur de larves goa'ulds, Teal'c se met à utiliser de la Trétonine.
Le rôle de Teal'c dans l'équipe est de renseigner ses équipiers sur les planètes qu'il a déjà visitées et de les informer sur la technologie, la culture et la langue Goa'uld.
Il est également le membre de l'équipe le plus aguerri au combat (corps à corps et armes à feu) et un excellent pilote autant sur les vaisseaux Goa'ulds que terriens.

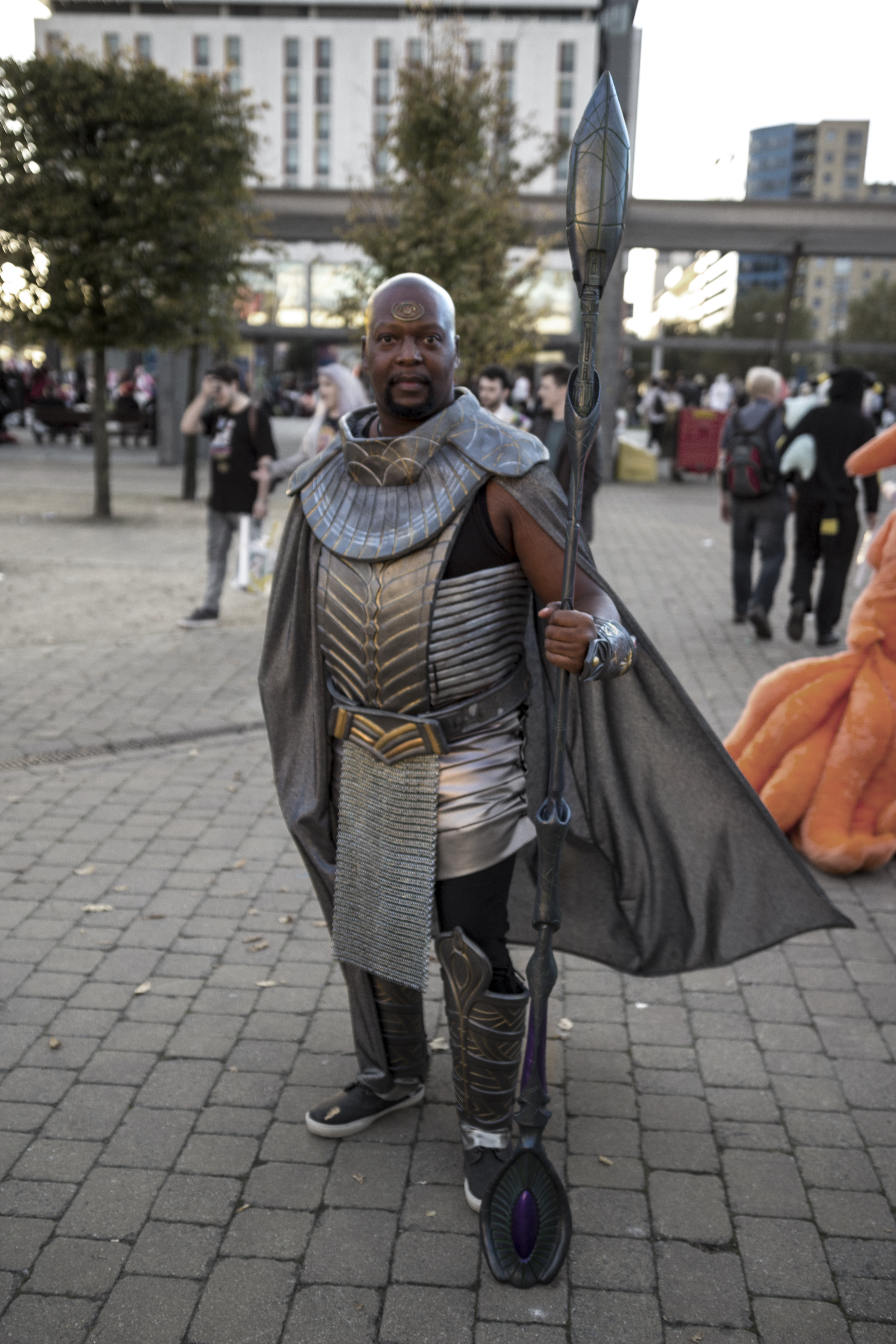
Cosplay d'un fan de la série sur le personnage de Teal'c.

## Relations
(mai 2025).
Famille
Teal'c est orphelin de père et de mère. Son père a été exécuté pour manquement à l'honneur par le Goa'uld Cronos sous les yeux de Teal'c, alors enfant.
Sa mère a été tuée dans son sommeil par Arkad, un Jaffa qui voulait se venger de Teal'c.
Teal'c était marié à Drey'auc, elle est morte car elle a refusé qu'un Jaffa donne son symbiote pour sauver sa vie, fût-ce un serviteur des Goa'uld.
Rya'c, son fils est maintenant l'élève de Maître Bra'tac et participe activement à la lutte contre les Goa'ulds.
Teal'c a fréquenté trois autres femmes : Shan'auc était une amie proche de Teal'c et ancienne prêtresse d'Apophis, elle est tuée par Tanith, son ancien symbiote qui l'a manipulé.
Il a eu une brève relation avec une terrienne, quand il avait un appartement sur Terre.
Ishta est l'actuelle compagne de Teal'c et l'ancienne grande prêtresse de Moloch, elle profite de cette position pour soustraire le plus de petites filles possibles aux bûchers décrétés par son maître. Elle prend maintenant de la trétonine.
Amis
Bra'tac est le maître de Teal'c qui lui a révélé l'imposture des Goa'ulds. Teal'c, bien que plus fort que Brat'ac, n'a jamais réussi à le battre en duel. Bra'tac considère Teal'c comme son fils.
Il est pour Jack un ami aussi proche que Daniel, et il considère le colonel comme un frère et un guerrier de haute valeur. Il a toujours eu du respect pour lui, pour l'avoir aidé à décider de briser ses chaînes en affrontant un ennemi aussi puissant que les Goa'ulds. Il s'entend également très bien avec Daniel, qui fonctionne mentalement de la même manière que lui, et à qui il traduit de nombreux textes. Il apprécie grandement Samantha Carter qu'il considère comme une sœur.